# Анни Дюпре
Анни Дюпре (фр. Anny Duperey, настоящее имя фр. Annie Legras, род. 28 июня 1947[…], Руан, Приморская Сена, Франция) — французская актриса и писательница.
Анни Дюпре родилась в семье фотографа Люсьена Легра и его жены Жинетт. В возрасте 8 лет остаётся сиротой; её родители погибают от отравления угарным газом в собственной ванной. Анни воспитывается у бабушки и тётки со стороны отца. Позднее она опишет эти трагические события в своей книге «Le Voile noir», иллюстрированной сохранившимися фотоработами отца.
С 13 лет Анни занимается танцами, а в 1964 году переезжает в Париж, где учится у Рене Симона и играет в театре, попутно работая моделью для журналов моды. Сентябрьский номер «Вог» 1973 года вышел с Анни Дюпре на обложке.
Анни Дюпре заметил Жан-Люк Годар и в 1966 году дал ей первую роль в кинофильме «Две или три вещи, которые я знаю о ней».  Дюпре снимается преимущественно в лёгких и незамысловатых развлекательных фильмах. Возможность сменить образ ей предоставил только режиссёр Ален Рене в фильме 1974 года «Стависки».
Дюпре становится известной в 1976 году, сыграв роль Шарлотты в кинокартине «И слоны бывают неверны»; актриса также имела опыт работы в Голливуде, снявшись с Аль Пачино в фильме «Бобби Дирфильд»
Параллельно Анни Дюпре снималась в различных телесериалах во Франции. В настоящее время занимается преимущественно литературным творчеством и известна во Франции своими чувственными романами и рассказами.

## Общественная деятельность
Анни Дюпре принимает активное участие в работе благотворительных организаций — международной организации по защите детей Детские деревни — SOS, SOS-PAPA, Le Rire médecin. За свою благотворительную деятельность Анни Дюпре удостоена Ордена Почетного легиона (1997).

## Фильмография
- 1960 — Лола / Lola (реж. Жак Деми)
- 1967 — Две или три вещи, которые я знаю о ней / Deux ou trois choses que je sais d’elle (реж. Жан-Люк Годар) — Марианна
- 1967 — / L’homme qui valait des milliards
- 1968 — Возвращение Монте-Кристо / Sous le signe de Monte Christo
- 1969 — Женщины / Les femmes
- 1969 — / La rose écorchée
- 1972 — Несчастье Альфреда / Les malheurs d’Alfred (реж. Пьер Ришар) — Агата Бодар
- 1972 — / Pas folle, la guêpe
- 1973 — Без предупреждения / Sans sommation
- 1974 — Стависки / Stavisky (реж. Ален Рене)  — Арлетт
- 1975 — / Le malin plaisir
- 1975 — Никаких проблем! / Pas de problème!
- 1976 — Бобби Дирфильд (Жизнь взаймы) / Bobby Deerfield (реж. Сидни Поллак) — Лидия
- 1976 — И слоны бывают неверны / Un éléphant ça trompe énormément (реж. Ив Робер) — Шарлотта
- 1976 — Золотая ночь / Nuit d'or
- 1978 — / Trocadero bleu citron
- 1979 — / From hell to victory
- 1981 — Психотерапевт / Psy
- 1981 — / La guerre de Troie n’aura pas lieu
- 1982 — Тысяча миллиардов долларов / Mille milliards de dollars
- 1981 — / Le grand pardon
- 1982 — / Le démon dans l’île
- 1983 — Папаши / Les compères (реж. Франсис Вебер) — Кристина
- 1989 — / Colette: La seconde
- 1993 — Жерминаль / Germinal
- 1993 — / Charlemagne, le prince à cheval
- 1997 — / L’enfant perdu
- 2008 — По ту сторону кровати/ De l'autre côté du lit
- 2009 — Рай на Западе/ Eden à l'ouest
- 2011 — Любовь живёт три года/ L’amour dure trois ans, (реж. Фредерик Бегбедер)

## Литературные произведения
- Anny Duperey: Une soirée (2005)
- Anny Duperey: Essences et parfums (2004)
- Anny Duperey: Allons voir plus loin, veux-tu? (2002)
- Anny Duperey: Les chats du hasard (1999), in deutscher Übersetzung unter dem Titel Das Glück, von einer Katze gefunden zu werden von Scherz (2002), ISBN 3-502-11151-0
- Anny Duperey: Je vous écris (1993)
- Anny Duperey: Le Voile noir (1992), in deutscher Übersetzung unter dem Titel Der schwarze Schleier des Vergessens von Dromer Knaur (1994), ISBN 3-426-75053-8
- Anny Duperey: Le Nez de Mazarin (1986)
- Anny Duperey: L’admiroir (1976)